# Victor Christian Hjort
Viktor Christian Hjort (født 13. oktober 1765 på Gunderslevholm, død 26. juli 1818) var en dansk biskop. Han var broder til Frederik Christian Hjort samt fader til Peder og Vilhelm Billeskov Hjort.
Hjort blev student fra Odense Skole 1783 og efter at have været alumnus på Valkendorfs Kollegium teologisk kandidat 1788. I 1791 blev han residerende kapellan i Taarnby på Amager efter en prøveprædiken for konsistorium, der havde kaldsret, 1796 2. og det næste år 1. kapellan ved Holmens Kirke i København og 1804 sognepræst og provst sammesteds. I 1811 blev han biskop i Ribe Stift.
Hjort. har udgivet mange enkelte taler, især sådanne, som han i egenskab af Holmens provst holdt ved højtidelige lejligheder, og en opbyggelsesbog: Gudfrygtige Sømænds Sjælero (1802), der var en bearbejdelse af et ældre skrift med udeladelse af, hvad der var for smagløst eller bar præg af ældre tiders mysticisme. Større betydning har han dog som digter. Allerede som kandidat udgav han efter biskop Balles opfordring en samling Aandelige Sange (1790-91), som belønnedes af Selskabet for de skjønne Videnskaber. Flere af disse blev optagne i den evangelisk-kristelige salmebog, og nogle er der fra gåede over i Salmebog til Kirke- og Husandagt.
Han holder sig især til den side af kristendommen, hans samtid forstod at vurdere, Guds forsyn og hans faderlige styrelse, men han har også her skrevet salmer, som ville få et længere liv end det meste af den tids poesi, såsom Evige Fader, som kjærlig regerer, Med høj og festlig Jubelklang, I dit Tempel møde vi. Han fortsatte denne sin poetiske virksomhed, og da efter den tids opfattelse helst enhver stand skulle have poesien lempet efter sit behov, skrev han Sange for unge Piger (1799), Sange for Haandværksstanden (1809) og Sange for Soldaterstanden (1810). Den sidstnævnte samling blev på kongelig bekostning uddelt i hæren. I sin helhed hæve hans digte sig ikke over det middelmådige.
Som præst og biskop virkede han på den i hans tid almindelige måde; han tog sig meget af Holmens Sogns fattig- og skolevæsen og var medudgiver af Efterretninger om det kjøbenhavnske Fattigvæsen (1799). I Ribe oprettede han en søndagsskole for konfirmerede drenge og svende og var medstifter af et patriotisk selskab for stiftet. Skolevæsenets midler i Holmens Sogn forøgedes i hans tid med 20000 rigsdaler; men i Ribe var han ikke så heldig; det var den trange tid, da en almindelig forarmelse tyngede det hele land. Ligesom de andre biskopper bestræbte han sig forgæves for at skaffe præsterne hjælp; men også hans egne pengesager kom i uorden, og ved hans død manglede der mange penge i de offentlige kasser.